# Helmerhausen
Helmerhausen ist eine Ortschaft im Stadtgebiet von Wiehl im Oberbergischen Kreis des Regierungsbezirks Köln von Nordrhein-Westfalen. Der Ort ist 1925 im Ortsteil Bielstein aufgegangen.

## Lage
Helmerhausen liegt im Homburger Länchen, rund fünf Kilometer westnordwestlich von Wiehl und sieben Kilometer Luftlinie südöstlich von Engelskirchen. Umliegende Ortschaften sind die vier Bielsteiner Teilorte Bielsteinerhammer im Norden, Dreibholz im Nordosten, Repschenroth im Osten und Damte im Südosten, Jennecken im Süden, Niederhof im Südwesten und der zum Ortsteil Weiershagen gehörende Teilort Weiden im Nordwesten.
Das Ortszentrum des historischen Dorfes Helmerhausen liegt im Bereich der Straßen Helmerhausener Straße und Zum Gerstenhahn. Südlich von Helmerhausen liegt die Landesstraße 321 zwischen Drabenderhöhe und Oberbantenberg. Westlich von Helmerhausen liegt der Berg Immerkopf mit einer Höhe von 364 m ü. NHN.

## Geschichte
Erstmals urkundlich erwähnt wurde Helmerhausen im Jahr 1443 mit der Bezeichnung Helmerhusen. Damit ist Helmerhausen nach seiner urkundlichen Belegbarkeit das älteste Dorf auf dem Gebiet des heutigen Ortsteils Bielstein. Der Ort gehörte zunächst zur Reichsherrschaft Homburg und kam im Jahr 1806 zum Großherzogtum Berg. Nach den Beschlüssen vom Wiener Kongress wurde Helmerhausen schließlich preußisch. Ab 1816 lag das Dorf dort in der Provinz Jülich-Kleve-Berg und ab 1822 in der Rheinprovinz, wo es ab 1825 dem Kreis Gummersbach angehörte. Der Kreis Gummersbach fusionierte 1932 mit dem Kreis Waldbröl zum Oberbergischen Kreis fusionierte.
Verwaltungstechnisch gehörte Helmerhausen seit jeher zur Gemeinde Drabenderhöhe. Im Jahr 1901 entstand durch den Zusammenschluss mehrerer zusammengewachsener Dörfer der neue Ortsteil Bielstein. Nachdem Helmerhausen in der folgenden Zeit ebenfalls mit Bielstein zusammengewachsen war, ging der Ort im Jahr 1925 ebenfalls in Bielstein auf. 1960 wurde die Gemeinde Drabenderhöhe in Bielstein (Rheinland) umbenannt, am 1. Juli 1969 erfolgte die Eingemeindung nach Wiehl.